# Saison 1898-1899 des Sénateurs d'Ottawa
Autres saisons
Saison précédente Saison suivante
La saison 1898-1899 de hockey sur glace est la quatorzième à laquelle participe le Club de hockey d'Ottawa. L'équipe quitte l'Association de hockey amateur du Canada pour rejoindre la  Ligue canadienne de hockey amateur.

## Classement
| Clt   | Équipe                  | PJ | V | D | N | BP | BC | Pts |
| ----- | ----------------------- | -- | - | - | - | -- | -- | --- |
| +001, | Shamrocks de Montréal   | 8  | 7 | 1 | 0 | 40 | 21 | -   |
| +002, | Victorias de Montréal   | 8  | 6 | 2 | 0 | 44 | 23 | -   |
| +003, | Club de hockey d'Ottawa | 8  | 4 | 4 | 0 | 21 | 43 | -   |
| +004, | AAA de Montréal         | 8  | 3 | 5 | 0 | 30 | 29 | -   |
| +005, | Bulldogs de Québec      | 8  | 0 | 8 | 0 | 12 | 31 | -   |

- Champion de la LCHA

## Meilleurs marqueurs
| Joueur       | PJ | B |
| ------------ | -- | - |
| Mac Roger    | 5  | 6 |
| H. Henry     | 3  | 4 |
| Thomas Kirby | 7  | 4 |
| Fred White   | 4  | 2 |
| Hod Stuart   | 3  | 1 |
| Bruce Stuart | 1  | 1 |
| N. Nolan     | 1  | 1 |
| Weldy Young  | 1  | 1 |

## Matchs après matchs
| No | Date       | Visiteurs | Résultat | Domicile  | Fiche |
| -- | ---------- | --------- | -------- | --------- | ----- |
| 1  | 7 janvier  | Shamrocks | 3-4      | Ottawa    | 1-0-0 |
| 2  | 14 janvier | Québec    | 1-3      | Ottawa    | 2-0-0 |
| 3  | 28 janvier | Ottawa    | 1-5      | AAA       | 2-1-0 |
| 4  | 4 février  | Victorias | 7-5      | Ottawa    | 2-2-0 |
| 5  | 11 février | Ottawa    | 0-16     | Victorias | 2-3-0 |
| 6  | 18 février | AAA       | 4-5      | Ottawa    | 3-3-0 |
| 7  | 4 mars     | Ottawa    | 3-7      | Shamrocks | 3-4-0 |
| -  |            | Ottawa    |          | Québec    | 4-4-0 |

## Effectif
- Gardien de buts : Fred Chittick et John Hutton
- Joueurs : Mac Roger, H. Henry, Thomas Kirby, Fred White, Hod Stuart, Bruce Stuart, N. Nolan, Weldy Young